# Endless Summer Vacation
Endless Summer Vacation este al optulea album de studio al cântăreței americane Miley Cyrus, lansat pe 10 martie 2023, prin casa de discuri Columbia Records. Miley Cyrus a părăsit casa de discuri RCA Records la scurt timp după lansarea celui de-al șaptelea album de studio Plastic Hearts (2020) și a început să lucreze la următorul ei album de studio după ce a semnat cu Columbia la începutul anului 2021. În timp ce lucra la înregistrare, ea a lansat albumul live Attention: Miley Live (2022).
Single-ul „Flowers” a fost lansat pe 12 ianuarie 2023. A stabilit mai multe recorduri de streaming și a petrecut opt săptămâni pe primul loc în topul Billboard Hot 100 din SUA, devenind a doua melodie a lui Miley Cyrus aflată în topul topurilor din țară. În continuare, a ajuns în fruntea topurilor și în alte 36 de țări. A fost urmat de al doilea single, „ River ” pe 13 martie și de al treilea single, „Jaded” pe 17 aprilie.
La lansare, Endless Summer Vacation a primit recenzii pozitive din partea criticilor muzicali, care i-au complimentat producția, atracția comercială și interpretarea vocală a lui Miley Cyrus. Primele performanțe ale lui Miley Cyrus pentru acest album au fost preînregistrate pentru concertul documentar Disney+ special Miley Cyrus – Endless Summer Vacation (Backyard Sessions) (2023), care a fost lansat de asemenea pe 10 martie 2023.

## Informații de background și înregistrare

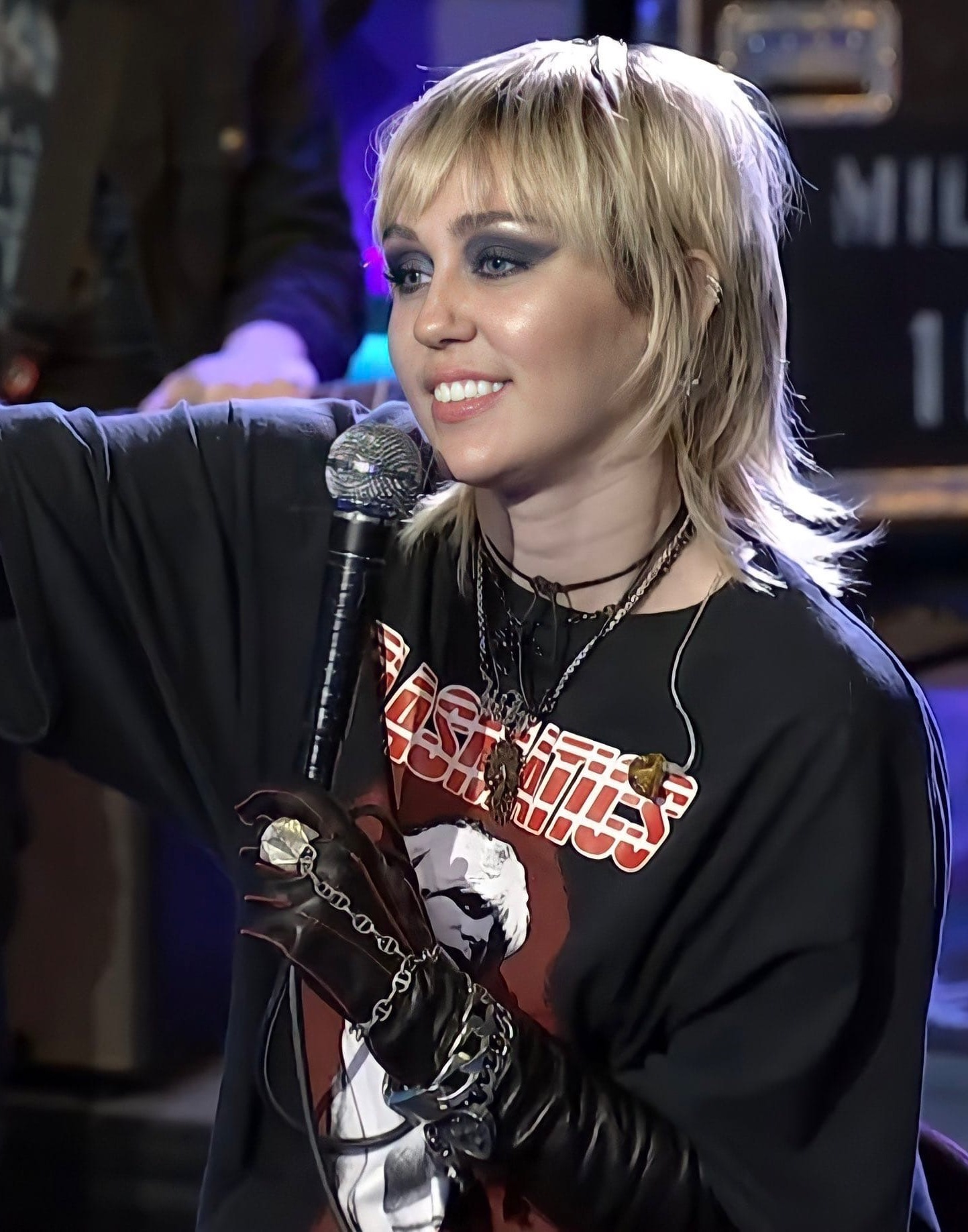
Miley Cyrus în 2020

După ce și-a încheiat contractul de opt ani cu RCA Records, Miley Cyrus a semnat în martie 2021 cu Columbia Records .  Primele ei lansări cu casa de discuri au fost un remix al lui Kid Laroi „ Without You ” și albumul live Attention: Miley Live, lansat în aprilie 2021 și, respectiv, aprilie 2022.   Într-un articol publicat în octombrie 2021, Billboard a confirmat că Miley Cyrus lucra la următorul ei album.  Albumul a fost descris drept „scrisoarea ei de dragoste către orașul Los Angeles ”, care reprezintă creșterea fizică și mentală pe care a experimentat-o în timpul producției. 
Ea a scris mai multe cântece cu Michael Pollack și Gregory „Aldae” Hein. Au fost concepute doar cu pian, evoluând apoi în versiunile finale. Pollack a spus că Miley Cyrus a decis să se concentreze pe scrierea cântecelor înainte de a începe producția lor.  Ea a lucrat cu mai mulți producători, printre care Kid Harpoon, Tyler Johnson, Greg Kurstin și Mike Will Made It, ultimul cu care a contribuit la piesa Bangerz (2013), Miley Cyrus & Her Dead Petz (2015) și She Is Coming (2019). Albumul a fost înregistrat în Los Angeles. 

## Compoziție
Endless Summer Vacation este un album pop  și dance-pop,  care încorporează melodii rock, country și experimentale.  Miley Cyrus a explicat că albumul este împărțit în două părți: AM și PM. AM reprezintă „ora dimineții, în care există zgomot și energie și există un potențial pentru noi posibilități”, în timp ce PM reprezintă timpul nopții, care „se simte ca și cum ar fi mizerie și un fel de murdărie, dar un farmec în același timp” . 

## Lansare și grafică
Pe 16 decembrie 2022, în marile orașe ale lumii au fost plasate afișe cu mesajul „Un nou an, O nouă Miley”.  Miley Cyrus a dezvăluit titlul albumului, coperta și data lansării pe 5 ianuarie 2023.  Coperta albumului a fost fotografiată de Brianna Capozzi și „realizată complet de Miley Cyrus fără efecte vizuale”, și o înfățișează pe Miley Cyrus blondă, purtând un costum de baie negru dintr-o singură piesă, atârnat de o scară a unui elicopter.  A fost comparată cu o fotografie similară a Madonnei pentru cartea ei Sex (1992).  Trailerul albumului a fost lansat în aceeași zi,  și „reflectează lumea vizuală pe care Miley Cyrus a construit-o în jurul acestei foarte personale munci”, cu un monolog și imagini care fac referire la obiectivele turistice din Los Angeles.  Cantități limitate de cărți poștale cu coperta albumului au fost semnate de către Miley Cyrus și oferite pe site-ul ei mai târziu în aceeași lună.  Pe 27 februarie 2023, Miley Cyrus a dezvăluit lista de melodii a albumului. 
Endless Summer Vacation a fost lansat atât în format digital, cât și în formate fizice pe 10 martie 2023, prin Columbia.  Copiile de vinil roșu ale albumului au fost făcute exclusiv pe site-ul ei,  iar copiile de vinil alb au fost făcute exclusiv pentru comercianții cu amănuntul, inclusiv Target în Statele Unite,  HMV în Regatul Unit  și JB Hi -Fi în Australia. 

## Promovare
Cyrus a anunțat Miley Cyrus – Endless Summer Vacation (Backyard Sessions), o lansare specială pe Disney+ pe 10 martie 2023, incluzând reprezentații live și discuții despre procesul creativ din spatele albumului, urmând seria ei de spectacole Backyard Sessions, începută în 2012.   Miley Cyrus a interpretat opt melodii de pe album: „Jaded”, „Rose Colored Lenses”, „Thousand Miles”, „Wildcard”, „Island”, „Wonder Woman”, „River” și „Flowers”, precum și single-ul ei din 2009. „The Climb”. Rufus Wainwright i s-a alăturat la pian în timpul piesei „Wonder Woman”. 

### Single-uri
„ Flowers ”, single-ul principal al albumului, a fost lansat pe 12 ianuarie 2023, împreună cu videoclipul său, regizat de Jacob Bixenman .   Versiunea sa demo a fost lansată digital pe 3 martie 2023.  „Flowers” a fost întâmpinat în mare parte cu o primire pozitivă din partea criticilor, mulți complimentând vocea lui Miley Cyrus.   A experimentat un succes comercial larg răspândit. A bătut recordul ca fiind cea mai difuzata melodie intr-o săptămână pe Spotify, atât in prima cât și în cea de-a doua săptămână.   A petrecut unsprezece săptămâni în topul Billboard Global 200 și a devenit a doua melodie din istoria topului care a câștigat peste 100 de milioane de redări în întreaga lume în opt săptămâni.   A ajuns în fruntea topurilor în peste 35 de țări,  inclusiv Statele Unite, Regatul Unit, Australia, Canada, Germania și Franța.       În Statele Unite, a petrecut opt săptămâni în topul Billboard Hot 100, devenind al doilea single numărul unu al lui Miley Cyrus în top după „ Wrecking Ball ” în 2013.   În Regatul Unit, și-a petrecut zece săptămâni de debut în topul UK Singles Chart, devenind al treilea single numărul unu al lui Miley Cyrus.   În Australia, a doborât recordul cu cele mai multe redări în prima săptămână de lansare a unui cântec.  Și-a petrecut cele douăsprezece săptămâni de debut în topul ARIA Singles Chart, devenind primul single numărul unu al lui Cyrus.  
„ River ” a fost lansat ca al doilea single al albumului pe 13 martie 2023, cu un videoclip muzical ce a fost lansat pe 10 martie 
Pe 17 aprilie, „ Jaded ” a fost trimis la radioul contemporan american pentru adulți ca al treilea single, iar la radioul de succes contemporan în următoarea zi.  

## Recepție critică
La Metacritic, care atribuie o evaluare medie ponderată din 100 recenziilor de la critici mainstream, albumul a primit un scor mediu de 79, pe baza a 16 recenzii, indicând „recenzii favorabile în general”. Este cel mai bine recenzat album al lui Miley Cyrus până în prezent pe agregatorul de recenzii.  Brittany Spanos 's Rolling Stone, l-a numit „cel mai clar, cel mai independent album de până acum” al lui Miley Cyrus și „o declarație artistică puternică, concentrată și clară, deoarece Miley Cyrus pare să se fi regăsit la vârsta de treizeci de ani”.  Maura Johnston, de la aceeași companie, a scris că albumul „se simte ca o recapitulare a celor peste 15 ani ai carierei sale, cu Miley Cyrus trecând prin genurile muzicale cu ușurința unui turist experimentat”.  Helen Brown de la The Independent a numit-o „o lungă bucurie minunată în talentul matur al lui Miley Cyrus”. Potrivit lui Nick Levine de la NME, albumul „poate părea subțire pentru standardele lui Miley Cyrus, dar rămâne remarcabil de intrigant” și „se simte ca o reflectare exactă a cine este ea ca artist – și ca persoană – în 2023”.  Emily Swingle de la Clash credea că „în timp ce în versiunile anterioare Miley Cyrus a încerca să îmbrace ținuta unui alt artist pe care îl admiră, această lansare pare că își întruchipează pe deplin propria piele – aceasta este o versiune care urmărește atemporalitatea în sine, permițând adevărata Miley Cyrus, nefiltrată, să pășească în lumina soarelui.” 
Neil McCormick 's Daily Telegraph, a scris că „sunt multe de admirat în voința sfidătoare a lui Miley Cyrus de a continua să se joace cu marginile mai excentrice ale muzicii pop”.  Mary Siroky de la Consequence a numit albumul „coerent, fără să pară repetitiv”, adăugând că „acel tip de povestire clară ar fi putut fi un cântec bun; vocea lui Miley Cyrus duce lucrurile mai departe pe teritoriul măreției”.  Chris Willman de la Variety l -a descris ca fiind „un disc pop destul de nepretențios, care are câteva microschimbări stilistice care nu se anunță prea mândru sau tare”, menționând că echilibrează „aurul moale și dance-pop ”.  David Smyth de la Evening Standard a considerat că „puterea lui Miley Cyrus se potrivește cu vocea ei puternică la atât de multe stiluri, pe un album în care chiar și cei lipsiți de răbdare ar trebui să găsească o nouă piesă favorită”.  Alexis Petridis de la The Guardian a spus că Miley Cyrus „a lansat un album cu o atmosferă neclară, care se bucură de atuurile ei provocatoare”.  Heather Phares de la AllMusic a lăudat creșterea lui Cyrus atât ca vocalist, cât și ca compozitor și a scris: „Acesta este un album matur în cel mai bun sens al cuvântului; ca o relație bună, este netedă, dar nu plictisitoare, bazată pe reziliență și iubire de sine."  Craig Jenkins 's Vulture a opinat că albumul „prezintă o versiune mai unificată și mai rafinată a lui Miley”, considerând că „sunetul este flexibil și mestecabil, iar versurile sunt nepretențioase”. 
Într-o recenzie mixtă, Sal Cinquemani de la Slant Magazine a complimentat interpretarea vocală a lui Cyrus, dar a criticat „lirismul nedefinit”.  Pentru David Cobbals de la The Line of Best Fit, Endless Summer Vacation „este un album bun, fiecare piesă meritând o ascultare, dar, în același timp, majoritatea nu merită nici o reluare”.  Shaad D'Souza 's Pitchfork l-a numit „fără margini și sintetic”. Mark Richardson de la The Wall Street Journal a considerat că „se mândrește cu câteva melodii care se clasează printre cele mai bune piese ale ei”, dar a criticat a doua jumătate a acestuia, care „dezvăluie limitatele metode de construcție a doamnei Cyrus”.  Mikael Wood ' Los Angeles Times, a criticat versurile albumului, totuși considerând că interpretarea lui Miley Cyrus este suficient de vie pe album pentru a compensa niște compoziții moi”.  Kyle Denis de la Uproxx l l-a numit „un album perfect” și „o dovadă incontestabilă că Miley Cyrus este încă capabilă să joace și să prospere în marele joc al muzicii pop”, totuși simțind că „în cele din urmă suferă de cât de sigur este”.

## Performanță comercială
Endless Summer Vacation a debutat pe locul trei în Billboard 200 din SUA, câștigând 119.000 de unități,o unitate fiind echivalentul unui album, inclusiv 55.000 de vânzări de albume fizice. Este al 14-lea album din top-10 al lui Miley Cyrus în SUA și cea mai mare săptămână a ei, după unități, de când Billboard a început să le calculeze în decembrie 2014.  În Canada a debutat pe locul doi în topul Canadian Albums Chart . 
În Regatul Unit, Endless Summer Vacation a debutat în topul UK Albums Chart, devenind al doilea album numărul unu al lui Cyrus, după Bangerz în 2013.  În Germania, a debutat pe locul doi în topul GfK Entertainment, devenind cel mai redat album al lui Miley Cyrus.  În Olanda, albumul a debutat pe locul unu, devenind primul ei album numărul unu acolo. 
În Australia, Endless Summer Vacation a debutat în topul ARIA Album Charts, devenind primul album numărul unu al lui Miley Cyrus de la albumul Bangerz încoace.  În Noua Zeelandă, a debutat pe primul loc în Official New Zealand Music Chart, devenind al doilea album al ei numărul unu după coloana sonoră din Hannah Montana: The Movie din 2009.  

## Lista de cântece
| Endless Summer Vacation |                                             | |                                                         |         |  |
| Nr.                     | Titlu                                       | Autor(i) | Producător(i)                                           | Lungime |  |
| 1.                      | „Flowers”                                   | Miley Cyrus Gregory Aldae Hein Michael Pollack                                                                  | Kid Harpoon Tyler Johnson                               | 3:20    |  |
| 2.                      | „Jaded”                                     | Cyrus Greg Kurstin Sarah Aarons                                                                                 | Kurstin                                                 | 3:05    |  |
| 3.                      | „Rose Colored Lenses”                       | Cyrus Thomas Hull Johnson                                                                                       | Kid Harpoon Johnson                                     | 3:43    |  |
| 4.                      | „Thousand Miles” (featuring Brandi Carlile) | Cyrus Tobias Jesso Jr. Bibi Bourelly Michael Len Williams II                                                    | Kid Harpoon Mike Will Made It Johnson                   | 3:51    |  |
| 5.                      | „You”                                       | Cyrus Bourelly Pollack Ian Kirkpatrick                                                                          | Jay Moon Jonny Coffer                                   | 2:59    |  |
| 6.                      | „Handstand”                                 | Cyrus Harmony Korine Maxx Morando                                                                               | Morando                                                 | 3:25    |  |
| 7.                      | „River”                                     | Cyrus Justin Tranter Hull Johnson                                                                               | Kid Harpoon Johnson                                     | 2:42    |  |
| 8.                      | „Violet Chemistry”                          | Cyrus M. Williams Jesse Shatkin James Blake Sia Furler                                                          | Shatkin Max Taylor-Sheppard Morando Mike Will Made It   | 4:06    |  |
| 9.                      | „Muddy Feet” (featuring Sia)                | Cyrus Pollack M. Williams Bourelly Hein Shatkin Furler Jesse van der Meulen David Frank Steve Kipner Pam Sheyne | Jerome Williams Shatkin Coffer Mike Will Made It Zwiffa | 2:16    |  |
| 10.                     | „Wildcard”                                  | Cyrus Hull Johnson Jesso                                                                                        | Kid Harpoon Johnson                                     | 3:13    |  |
| 11.                     | „Island”                                    | Cyrus Jennifer Decilveo Caitlyn Smith BJ Burton Pollack                                                         | Burton                                                  | 3:59    |  |
| 12.                     | „Wonder Woman”                              | Cyrus Pollack Hein Hull Johnson                                                                                 | Kid Harpoon Johnson                                     | 3:05    |  |
| Lungime totală:         | Lungime totală:                             | Lungime totală:                                                                                                 | Lungime totală:                                         | 39:44   |  |

| Digital bonus track |                  |                 |         |  |
| Nr.                 | Titlu            | Producător(i)   | Lungime |  |
| 13.                 | „Flowers” (demo) |                 | 3:30    |  |
| Lungime totală:     | Lungime totală:  | Lungime totală: | 43:14   |  |

| Digital reissue |                    |                             |         |  |
| Nr.             | Titlu              | Producător(i)               | Lungime |  |
| 4.              | „Used to Be Young” | Cyrus Pollack Shawn Everett | 3:11    |  |
| 14.             | „Flowers” (demo)   |                             | 3:30    |  |
| Lungime totală: | Lungime totală:    | Lungime totală:             | 46:32   |  |

Exemplu de credit
- „Muddy Feet” conține elemente din „Starving for Love”, interpretată de Ella Washington .

## Credite și personal
Credite adaptate din Tidal, Pitchfork și notele de linie.   
Locații
- Inregistrat la:

- The Cave, Nashville (3)
- Coffer Family BBQ, Londra (5, 9)
- Dr. Preuss Studios, Los Angeles (6)
- Larrabee Sound Studios, Los Angeles (4, 6, 11, 12, 13)
- No Expectations Studios, Los Angeles (2)
- The Ribcage, Los Angeles (8)
- Liceul Ridgemont, Los Angeles (1, 4, 7, 10, 12)
- Ridgemont Studios, Los Angeles (3)

- Mixat la Windmill Lane Studios, Dublin
- Masterat la Sterling Sound, Edgewater

Muzicieni
 
Producție
 
Design
- Miley Cyrus – concept
- Jacob Bixenman – director de creație
- Brianna Capozzi – fotografie
- Brent David Freaney – regie artistică
- Savannah Ioakimedes – regie artistică
- Sophia Marinelli – regie artistică
- Brendan Walter – direcție artistică suplimentară

## Certificări
| Regiune | Certificări | Vânzări |
| --- | ----------- | ------- |
| Brazilia (ABPD) | Gold        | 20.000* |
| *cifrele de vânzări sunt bazate pe un singur certificat ^cifrele cargo sunt bazate pe un singur certificat xcifrele nespecificate sunt bazate pe un singur certificat |             |         |

## Istoricul lansărilor
| Regiune | Data           | Format(e) | Eticheta | Ref.          |
| ------- | -------------- | --------- | -------- | ------------- |
| Variat  | 10 martie 2023 |           | Columbia | [ 68 ]        |
| Japonia | 29 martie 2023 | CD        | Sony     | [ 69 ] [ 70 ] |